# Overval op het huis van bewaring te Arnhem (11 juni 1944)
De Overval op het huis van bewaring aan het Walburgplein in Arnhem door een LKP-knokploeg, waarbij 54 politieke gevangenen (overwegend verzetsmensen) op klaarlichte dag werden bevrijd, vond plaats op de ochtend van zondag 11 juni 1944.
Het verzet maakte dankbaar gebruik van de informatie van bibliothecaris Joop van Veldhoven. Hij had toegang tot alle cellen en gevangenen in zowel de Koepel als het Huis van Bewaring te Arnhem. Hij zorgde voor plattegronden, plaats van de sleutels, lijsten van aflossing van de wacht, aantallen bewakers enz. Aan deze succesvolle actie, waren een drietal mislukte pogingen voorafgegaan. Deze vierde succesvolle operatie stond (net als de voorafgaande pogingen) onder leiding van landelijk KP-leider Liepke Scheepstra (schuilnaam Bob) en werd uitgevoerd door onder anderen verzetsman Johannes ter Horst die zich voordeed als dominee en verzetsvrouw Petertje van den Hengel als vrouw van de dominee.
De overval is nog altijd de grootste geslaagde bevrijdingsactie van gevangenen uit een gevangenis in de Nederlandse geschiedenis.

## Doelstelling
Hoofddoelstelling van de onderneming was het bevrijden van de kort tevoren gearresteerde verzetsman Evert Zwarts, die op de hoogte was van veel details over de geslaagde overval op de Koepelgevangenis, waarbij onder anderen de verzetsstrijders Frits Slomp en Henk Kruithof waren bevrijd. Het lokale verzet had informatie opgevangen waaruit bleek dat hij ernstig werd mishandeld, zodat het risico bestond dat hij zou doorslaan met alle consequenties van dien. Met de bevrijding van ook de zwaar toegetakelde Zwarts werd dit hoofddoel gerealiseerd.

## Uitvoering
Deze geslaagde (vierde) bevrijdingspoging werd uitgevoerd door een groep van negen verzetsmensen: Johannes ter Horst, leider van de KP-Enschede, verkleed als dominee, Petertje van den Hengel, verzetsvrouw / koerierster voor KP-Zuid, als zijn vrouw en zeven KP-leden in burgerkleding, te weten Joop Abbink uit Apeldoorn, Piet Alberts uit Enschede, Dick van Harten uit Wierden, Henk Michel uit Zwolle, Piet Niewold uit Groningen (KP-Apeldoorn) en Geert Schoonman uit Zaandam. LKP-leider Liepke Scheepstra mocht vanwege de centrale rol die hij vervulde in de organisatie van het landelijke verzet niet mee naar binnen maar hield buiten van dichtbij de situatie in de gaten. Toen hij meende een schot te horen ging ook hij toch naar binnen om daar zijn mensen bij te staan. Er bleek echter niets aan de hand te zijn. (De knal die hij gehoord had bleek van een dekplaat op het ruim van een schip aan de Rijnkade afkomstig te zijn geweest).
De bevrijde mannen en vrouwen werden verzameld in de hal van de gevangenis waar Scheepstra hen toesprak en waar elk van hen een envelop kreeg (met daarin een bonnenkaart plus 10 gulden voor de trein). In groepjes van twee of drie gingen ze vervolgens naar buiten en mengden ze zich onder de kerkgangers die uit de juist uitgaande Walburgiskerk kwamen. Het devies was zich zo snel mogelijk naar het station te begeven en direct Arnhem te verlaten. Ook de overvallers wisten zich met succes uit de voeten te maken. Scheepstra maakte twee foto's van de aftocht, en zond afdrukken daarvan na de bevrijding toe aan de deelnemende KP-ers (of hun nabestaanden). De hele operatie werd uitgevoerd op klaarlichte dag zonder dat daarbij ook maar één schot werd gelost.

## Afloop
Van de 54 politieke gevangenen werden enkelen die toch langer in Arnhem bleven alsnog weer opgepakt. De overigen bleven vrijwel allemaal spoorloos voor de Sicherheitsdienst. Represailles van de kant van de bezetters bleven uit, vermoedelijk omdat de SD zo min mogelijk ruchtbaarheid wilden geven aan de wijze waarop het verzet hen voor schut had gezet. Ook de geweldloze gang van zaken zal hierop van invloed zijn geweest. Zes maanden later vond ook in Leeuwarden een grote overval plaats, waarbij bijna evenveel (51) politieke gevangenen werden bevrijd.